# Boreonykus certekorum
Boreonykus certekorum ("garra del norte de Certek Heating Solutions") es la única especie conocida del género extinto Boreonykus de dinosaurios celurosaurios dromeosáuridos, que vivió hace aproximadamente 73 millones de años, durante el Campaniense del Cretácico Superioren lo que es hoy Norteamérica.
Fue descubierto en los años ochenta durante las excavaciones del ceratópsido Pachyrhinosaurus lakustai, del cual comprende al menos veinte y siete individuos, además de los descubrimientos fragmentarios del dromeosáurido. Estos fueron inicialmente referidos en parte a Saurornitholestes sp.
La especie tipo Boreonykus certekorum fue nombrada y descrita por Phil Bell y John Philip Currie en 2015. El nombre del género es una variación de "Boreonychus", "garra del norte", cuyo nombre fue utilizado para un dinosaurio imaginario en un escenario de una evolución alternativa. La última parte del nombre, "onykus" es algo confusa, ya que erróneamente sugiere que pertenece a Alvarezsauridae, ya que esa terminación de nombre es común en los géneros pertenecientes a ese grupo. El nombre de la especie "certekorum" honra a la compañía Certek Heating Solutions, que trabaja en la industria del petróleo, y que prestó su apoyo para las excavaciones.
El espécimen holotipo, TMP 1989.055.0047 de Boreonykus fue encontrado en una capa de la Formación Wapiti en el centro de Alberta, Canadá, que data de finales del Campaniense de hace 73.27 ± 0.25 millones de años. Consiste principalmente en un hueso frontal derecho, además se han encontrado partes del postcráneo y catorce dientes aislados que fueron referidos a la especie; el espécimen TMP 1988.055.0129, incluye una vértebra caudal posterior; UALVP 53 597, una garra de la mano del segundo dedo, y dos garras del pie en forma de hoz incluidas en el espécimen TMP 1986.055.0184. Solo se identificó una autapomorfia, o rasgo único derivado: las crestas que bordean los frentes de las depresiones alrededor de la fenestra supratemporal forman un ángulo agudo de 55°, apuntando hacia atrás. Boreonykus fue clasificado, dentro de la familia Dromaeosauridae, en la subfamilia Velociraptorinae. Esto se considera como una indicación tanto de la diferenciación regional de faunas como de una rápida tasa de reemplazo de especies.